# Jana Hnyková
Jana Hnyková (* 6. prosince 1963) je česká politička a zdravotnice, v letech 2013 až 2017 poslankyně Poslanecké sněmovny PČR zvolená jako nestraník za hnutí Úsvit přímé demokracie Tomia Okamury, v letech 2015 až 2017 členka a místopředsedkyně hnutí Úsvit - Národní koalice, v letech 2017 až 2019 členka strany Realisté.

## Život
Vystudovala střední zdravotnickou školu.
Povoláním je zdravotní sestra, živí se jako vedoucí sestra ošetřovatelského oddělení B v Domově důchodců Velké Hamry. Několik let působí ve vrcholných pozicích v odborech, nyní je členkou výkonné rady Odborového svazu zdravotnictví a sociální péče České republiky.
Je spoluzakladatelkou občanského sdružení. Věnuje se přednáškové činnosti a vzdělávání pracovníků v sociálních službách.
Jana Hnyková je rozvedená a má jednoho syna. Žije ve Velkých Hamrech v okrese Jablonec nad Nisou.

## Politické působení
Do politiky se pokoušela vstoupit, když kandidovala v komunálních volbách v roce 2002 jako nestraník za ČSSD do Zastupitelstva města Velké Hamry, ale neuspěla.
Ve volbách do Poslanecké sněmovny PČR v roce 2013 kandidovala jako nestraník za hnutí Úsvit přímé demokracie Tomia Okamury z pozice lídryně kandidátky v Libereckém kraji a byla zvolena poslankyní.
V roce 2015 se stal členkou hnutí Úsvit - Národní koalice a v srpnu téhož roku pak na volební konferenci i místopředsedkyní hnutí. V listopadu 2016 funkci místopředsedkyně na volebním sněmu obhájila. V krajských volbách v roce 2016 byla z pozice členky hnutí Úsvit lídryní kandidátky subjektu "Úsvit s Blokem proti islamizaci" v Libereckém kraji, ale neuspěla.
Dne 6. června 2017 oznámila, že opouští hnutí Úsvit - Národní Koalice. Uvedla, že nesouhlasí se směřováním Úsvitu. Ve volbách do Poslanecké sněmovny PČR v roce 2017 byla lídryní kandidátky strany Realisté v Libereckém kraji. Mandát poslankyně však neobhájila, protože se strana Realisté do Sněmovny nedostala.